# 吉西尼
吉西尼（法語：Ghissignies，法語發音：[ɡisiɲi]）是法国上法蘭西大區北部省的一个市镇，属于埃尔普河畔阿韦讷区。

## 地理
吉西尼（50°13'35"N, 3°37'1"E）面积4.52 平方千米，位于法国上法蘭西大區北部省，该省份为法国最北部的省份及最长的省份，西北濒北海，西接加来海峡省，南至埃纳省和索姆省，东与比利时接壤。
与吉西尼接壤的市镇（或旧市镇、城区）包括：勒凯努瓦、萨莱什、博迪尼、卢维尼凯努瓦。

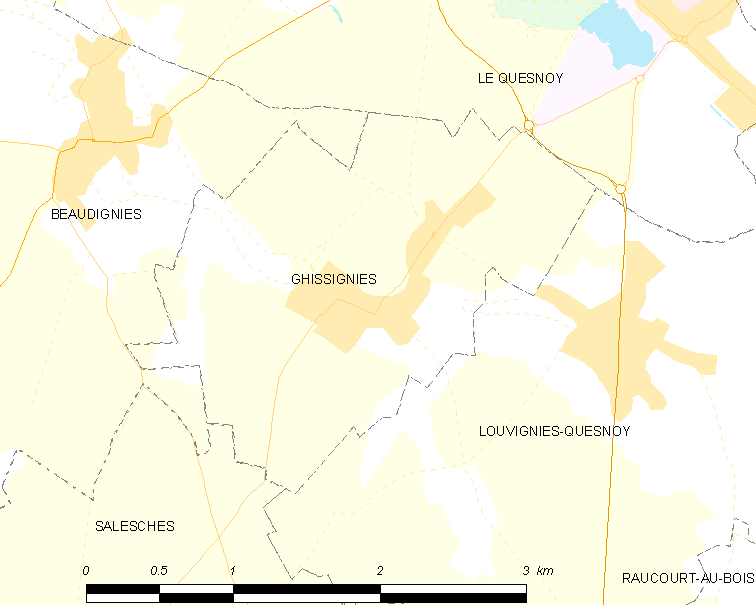
吉西尼的OSM定位图

吉西尼的时区为UTC+01:00、UTC+02:00（夏令时）。

## 行政
吉西尼的邮政编码为59530，INSEE市镇编码为59259。

## 政治
吉西尼所属的省级选区为埃尔普河畔阿韦讷县。

## 人口

1962-2008年间吉西尼人口变化图示

吉西尼于2022年1月1日时的人口数量为501人。